# Patrimoni dell'umanità del Portogallo
I patrimoni dell'umanità del Portogallo sono i siti dichiarati dall'UNESCO come patrimonio dell'umanità in Portogallo, il quale è divenuto parte contraente della Convenzione sul patrimonio dell'umanità il 30 settembre 1980.
Al 2023 i siti iscritti nella Lista dei patrimoni dell'umanità sono diciassette, mentre diciotto sono le candidature per nuove iscrizioni. I primi siti iscritti nella lista sono stati nel 1983 la zona centrale della città di Angra do Heroísmo nelle Azzorre, il Convento del Cristo a Tomar, il Monastero di Batalha e il Monastero dos Jerónimos e Torre di Belém a Lisbona, durante la settima sessione del comitato del patrimonio mondiale. Gli altri siti furono aggiunti nel 1986, 1989, 1995, 1996, 1998, 1999, 2001 (due), 2004, 2012, 2013 e 2019 (due). Sedici siti sono considerati culturali, secondo i criteri di selezione, uno naturale; uno è parte di un sito transnazionale.

## Siti del Patrimonio mondiale
| Foto | Sito                                                                                                 | Luogo                                               | Tipo                          | Anno        | Descrizione |
| ---- | --- | --------------------------------------------------- | ----------------------------- | ----------- | --- |
|      | Zona centrale della città di Angra do Heroísmo nelle Azzorre                                         | Angra do Heroísmo                                   | Culturale (206; iv, vi)       | 1983        | Situata sull'isola Terceira dell'arcipelago delle Azzorre, è stata uno scalo obbligato dal XV secolo fino all'avvento del piroscafo nel XIX secolo. Le fortificazioni di São Sebastião e São João Baptista, risalenti a 400 anni fa, sono esempi unici di architettura militare. Danneggiata da un terremoto nel 1980, Angra è ora in fase di restauro. |
|      | Monastero dos Jerónimos e Torre di Belém a Lisbona                                                   | Lisbona                                             | Culturale (263; iii, vi)      | 1983        | Situato all'ingresso del porto di Lisbona, il Monastero dei Gerolamini, la cui costruzione iniziò nel 1502, esemplifica al meglio l'arte portoghese. La vicina Torre di Belém, costruita per commemorare la spedizione di Vasco da Gama, ricorda le grandi scoperte marittime che hanno gettato le basi del mondo moderno. |
|      | Monastero di Batalha                                                                                 | Batalha                                             | Culturale (264; i, ii)        | 1983        | Il Monastero dei Domenicani di Batalha fu costruito per commemorare la vittoria dei portoghesi sui castigliani nella battaglia di Aljubarrota nel 1385. Doveva essere il principale progetto di costruzione della monarchia portoghese per i successivi due secoli. Qui si è evoluto uno stile gotico nazionale molto originale, profondamente influenzato dall'arte manuelina, come dimostrato dal suo capolavoro, il chiostro reale. |
|      | Convento del Cristo a Tomar                                                                          | Tomar                                               | Culturale (265; i, vi)        | 1983        | Progettato originariamente come monumento che simboleggia la Riconquista, il Convento dei Cavalieri Templari di Tomar (trasferito nel 1344 ai Cavalieri dell'Ordine del Cristo) è venuto a simboleggiare esattamente l'opposto durante il periodo manuelino: l'apertura del Portogallo ad altre civiltà. |
|      | Centro storico di Évora                                                                              | Évora                                               | Culturale (361; ii, iv)       | 1986        | Questa città museo, le cui radici risalgono all'epoca romana, raggiunse il suo periodo d'oro nel XV secolo, quando divenne la residenza dei re portoghesi. La sua qualità unica deriva dalle case imbiancate a calce decorate con azulejos e balconi in ferro battuto risalenti al XVI-XVIII secolo. I suoi monumenti hanno avuto una profonda influenza sull'architettura portoghese in Brasile. |
|      | Monastero di Alcobaça                                                                                | Alcobaça                                            | Culturale (505; i, iv)        | 1989        | Il Monastero di Santa Maria d'Alcobaça, a nord di Lisbona, fu fondato nel XII secolo dal re Alfonso I. Le sue dimensioni, la purezza del suo stile architettonico, la bellezza dei materiali e la cura con cui è stato costruito lo rendono un capolavoro dell'arte gotica cistercense. |
|      | Paesaggio culturale di Sintra                                                                        | Sintra                                              | Culturale (723; ii, iv, v)    | 1995        | Nel XIX secolo Sintra divenne il primo centro dell'architettura romantica europea. Ferdinando II trasformò un monastero in rovina in un castello dove questa nuova sensibilità si manifestò nell'uso di elementi gotici, egizi, moreschi e rinascimentali e nella creazione di un parco che mescolasse specie di alberi locali ed esotici. Altre belle abitazioni, costruite sulla stessa linea nella Serra circostante, hanno creato una combinazione unica di parchi e giardini che ha influenzato lo sviluppo dell'architettura del paesaggio in tutta Europa. |
|      | Centro storico di Porto, Ponte Luís I e Monastero di Serra do Pilar                                  | Porto, Vila Nova de Gaia                            | Culturale (755; iv)           | 1996        | La città di Porto, costruita lungo le colline che si affacciano sulla foce del fiume Douro, è un paesaggio urbano eccezionale con una storia di 2000 anni. La sua continua crescita, legata al mare (i romani gli diedero il nome di Portus, o porto), si può vedere nei tanti e variegati monumenti, dalla cattedrale con il suo coro romanico, alla Borsa neoclassica e alla tipicamente manuelina Chiesa di Santa Chiara. |
|      | Siti di arte paleolitica nella Valle del Côa (e Siega Verde)                                         | Pinhel, Vila Nova de Foz Côa (condiviso con Spagna) | Culturale (866; i, iii)       | 1998(-2010) | I due siti preistorici di arte rupestre nella Valle del Côa (Portogallo) e Siega Verde (Spagna) si trovano sulle rive dei fiumi Águeda e Côa, affluenti del fiume Douro, e documentano la continua occupazione umana dalla fine del Paleolitico. Centinaia di pannelli con migliaia di figure di animali (5.000 a Foz Côa e circa 440 a Siega Verde) sono stati scolpiti nel corso di diversi millenni, rappresentando il più notevole insieme all'aperto di arte paleolitica della penisola iberica. I due siti forniscono la migliore illustrazione dei temi iconografici e dell'organizzazione dell'arte rupestre paleolitica, utilizzando le stesse modalità di espressione nelle grotte e all'aria aperta, contribuendo così a una maggiore comprensione di questo fenomeno artistico. |
|      | Laurisilva di Madera                                                                                 | Madera                                              | Naturale (934; ix, x)         | 1999        | La Laurisilva di Madeira è un eccezionale relitto di un tipo di foresta di alloro precedentemente diffuso. È la più grande area sopravvissuta della laurisilva e si ritiene che sia foresta primaria al 90%. Contiene una serie unica di piante e animali, tra cui molte specie endemiche come il piccione di Madera. |
|      | Centro storico di Guimarães e zona di Couros                                                         | Guimarães                                           | Culturale (1031; ii, iii, iv) | 2001-2023   | Il centro storico di Guimarães e la zona di Couros sono un'estensione dell'area intra muros del centro storico di Guimarães già iscritta nella Lista del Patrimonio Mondiale. L'estensione comprende due complessi monastici e un'area industriale, la zona di Couros, che, come il fiume locale, prende il nome dall'artigianato tradizionale della concia delle pelli. Sebbene l'artigianato abbia cessato di essere praticato a metà del XX secolo, testimonianze tangibili, soprattutto del XIX e dell'inizio del XX secolo, persistono sotto forma di concerie, case operaie e spazi urbani. L'ampliamento del sito già iscritto completa la sua testimonianza di mille anni di sviluppi urbani, architettonici e sociali associati all'emergere dell'identità nazionale portoghese. |
|      | Regione vinicola dell'Alto Duero                                                                     | Subregione Douro, Murça                             | Culturale (1046; iii, iv, v)  | 2001        | Il vino è prodotto da proprietari terrieri tradizionali nella regione dell'Alto Douro da circa 2.000 anni. Dal XVIII secolo, il suo prodotto principale, il vino Porto, è famoso in tutto il mondo per la sua qualità. Questa lunga tradizione di viticoltura ha prodotto un paesaggio culturale di straordinaria bellezza che riflette la sua evoluzione tecnologica, sociale ed economica. |
|      | Paesaggio della cultura vinicola dell'isola Pico                                                     | Pico                                                | Culturale (1117; iii, v)      | 2004        | Il sito di 987 ettari sull'isola vulcanica di Pico, la seconda più grande dell'arcipelago delle Azzorre, è costituito da uno schema notevole di lunghi muri distanziati che si estendono verso l'interno e paralleli alla costa rocciosa. Le mura furono costruite per proteggere le migliaia di piccoli appezzamenti rettangolari contigui (currais) dal vento e dall'acqua di mare. Testimonianze di questa viticoltura, le cui origini risalgono al XV secolo, si manifestano nello straordinario insieme dei campi, nelle case coloniche e padronali dei primi dell'Ottocento, nelle cantine, nelle chiese e nei porti. Il paesaggio artificiale di straordinaria bellezza del sito costituisce la migliore area rimasta di una pratica una volta molto più diffusa. |
|      | Città-presidio di frontiera di Elvas e le sue fortificazioni                                         | Elvas                                               | Culturale (1367; iv)          | 2012        | Il sito, ampiamente fortificato dal XVII al XIX secolo, rappresenta il più grande sistema di fossati a secco fortificato del mondo. All'interno delle sue mura, la città contiene caserme e altri edifici militari, nonché chiese e monasteri. Sebbene Elvas contenga resti risalenti al X secolo d.C., la sua fortificazione iniziò quando il Portogallo riconquistò l'indipendenza nel 1640. Le fortificazioni progettate dal padre gesuita olandese João Piscásio Cosmander rappresentano il miglior esempio superstite della scuola di fortificazioni olandese. Il sito comprende anche l'acquedotto di Amoreira, costruito per consentire alla roccaforte di resistere a lunghi assedi. |
|      | Università di Coimbra - Alta e Sofia                                                                 | Coimbra                                             | Culturale (1387; ii, iv, vi)  | 2013        | Situata su una collina che domina la città, l'Università di Coimbra con i suoi collegi è cresciuta e si è evoluta nel corso di più di sette secoli all'interno della città vecchia. Notevoli edifici universitari includono la Cattedrale di Santa Cruz del XII secolo e numerosi collegi del XVI secolo, il Palazzo Reale di Alcáçova, che ospita l'Università dal 1537, la Biblioteca Joanina con il suo ricco arredamento barocco, il Giardino botanico del XVIII secolo e la Tipografia universitaria, così come la grande "città universitaria" creata negli anni Quaranta. Gli edifici dell'Università sono diventati un punto di riferimento nello sviluppo di altre istituzioni di istruzione superiore nel mondo di lingua portoghese, dove ha anche esercitato una grande influenza sull'apprendimento e la letteratura. Coimbra offre un eccezionale esempio di città universitaria integrata con una specifica tipologia urbana e le proprie tradizioni cerimoniali e culturali che sono state mantenute vive nel corso dei secoli. |
|      | Edificio reale di Mafra - palazzo, basilica, convento, giardino del Cerco e parco di caccia (Tapada) | Mafra                                               | Culturale (1573; iv)          | 2019        | Situata a 30 km a nord ovest di Lisbona, la proprietà fu concepita dal re Giovanni V nel 1711 come una rappresentazione tangibile della sua concezione della monarchia e dello Stato. Questo imponente edificio quadrangolare ospita i palazzi del re e della regina, la cappella reale, a forma di basilica barocca romana, un convento francescano e una biblioteca contenente 36.000 volumi. Completano il complesso il giardino del Cerco, con la sua disposizione geometrica, e il parco reale di caccia (Tapada). Il complesso è una delle opere più notevoli intraprese dal re João V, che illustra la potenza dell'Impero portoghese. João V ha adottato modelli architettonici e artistici barocchi romani e italiani e commissionato opere d'arte che fanno di Mafra un eccezionale esempio di barocco italiano. |
|      | Santuario del Bom Jesus do Monte a Braga                                                             | Braga                                               | Culturale (1590; iv)          | 2019        | Situato alle pendici del Monte Espinho, che domina la città di Braga, questo paesaggio culturale evoca la Gerusalemme cristiana, ricreando un sacro monte coronato da una chiesa. Il santuario si è sviluppato in un periodo di oltre 600 anni, principalmente in stile barocco, e illustra una tradizione europea di creazione dei Sacri Monti (montagne sacre), promossa dalla Chiesa cattolica al Concilio di Trento nel XVI secolo, in reazione alla Riforma protestante. Il complesso è centrato su una Via Crucis che sale sul versante occidentale del monte. Comprende una serie di cappelle che ospitano sculture che evocano la Passione di Cristo, oltre a fontane, sculture allegoriche e giardini formali. La Via Crucis culmina presso la chiesa, costruita tra il 1784 e il 1811. Gli edifici in granito hanno facciate in intonaco imbiancato, incorniciate da pietre a vista. La celebre Scala dei Cinque Sensi, con i suoi muri, gradini, fontane, statue e altri elementi ornamentali, è l'opera barocca più emblematica all'interno della proprietà. Sono incorniciate da rigogliosi boschi e abbracciate da un pittoresco parco che, magistralmente incastonato sull'aspra collina, contribuisce fortemente al valore paesaggistico dell'insieme. |

## Siti candidati
| Foto | Sito                                                                              | Luogo | Tipo                                 | Anno       | Descrizione |
| ---- | --------------------------------------------------------------------------------- | --- | ------------------------------------ | ---------- | --- |
|      | Lisbona storica, città globale                                                    | Lisbona | Culturale (6208; i, ii, iii, iv, vi) | 31/01/2017 | Lisbona è stata testimone dell'incontro e dello scambio di culture che hanno avuto luogo nella città nel corso dei secoli, dai diversi popoli che vi si stabilirono a partire dal VII secolo a.C. e hanno lasciato il proprio segno culturale, alla globalizzazione generata dalle scoperte portoghesi, quando la città divenne un precursore dell'esplorazione marittima del XV e XVI secolo, trasformandola nel più grande porto dell'Atlantico europeo e ispirando la costruzione di nuove città in tutto il mondo. |
|      | Mértola                                                                           | Mértola | Culturale (6209; ii, iii, iv)        | 31/01/2017 | La città di Mértola deve gran parte della sua importanza storica al fiume Guadiana grazie a un porto fluviale in costante contatto con il mare, dove per molti millenni sono passati i metalli estratto nell'interno dell'Alentejo e i cereali dalle fertili terre di Beja. Beneficiando dell'eccezionale posizione di uno sperone roccioso che separa le acque della Guadiana dalla riva del fiume Oeiras, l'antica città di Mértola è stata, sin dall'epoca preromana, un importante centro commerciale. Nonostante oggi si presenti come un piccolo villaggio, il centro storico rimane invariato, permettendo così alle antiche mura e ai resti della vecchia struttura portuale di raggiungere i nostri giorni. Si possono ancota vedere la Torre do Rio, una torre fortificata rimasta intatta dopo secoli di intense inondazioni, il castello, la chiesa principale e la cittadella. Questi luoghi sono di estremo interesse per conoscere il territorio e l'evoluzione storica della città. |
|      | Montado, paesaggio culturale                                                      | Alentejo, Algarve, Beira Bassa | Culturale (6210; iv, v, vi)          | 31/01/2017 | Il Montado è un paesaggio culturale plasmato dall'attività umana. Nel corso dei secoli l'umanità ha saputo plasmare e sostenere un ecosistema agro-silvo-pastorale multifunzionale situato nel sud della valle del Tago. Queste aree erano originariamente occupate da boschi mediterranei e ora sono popolate da sughere e lecci - specie legalmente protette dal VII secolo - che crescono in condizioni edafico-climatiche estreme e suoli molto poveri. |
|      | Rotta di Magellano. La prima intorno al mondo                                     | | Culturale (6212; ii, iv, vi)         | 31/01/2017 | La Rotta di Magellano è la via tracciata dalla spedizione nautica compiuta dalla prima circumnavigazione mondiale agli albori del XVI secolo guidata da Ferdinando Magellano, che per la prima volta ha inserito nelle mappe non solo un nuovo e immenso oceano (Pacifico), ma anche lo stretto che collega i due grandi oceani del pianeta, l'Atlantico e il Pacifico. Questa rotta è stata utilizzata per quattro secoli per collegare l'Oriente e l'Occidente attraverso il mare, poiché era l'unica rotta possibile utilizzata dalle navi fino alla costruzione del Canale di Panama nel XX secolo. Il prezioso contributo di questa rotta universale alla storia umana può essere visto non solo nel viaggio stesso, ma anche nel contesto storico del viaggio e nelle conseguenze che ha avuto nello sviluppo di diverse civiltà. |
|      | Vila Viçosa, città ducale rinascimentale                                          | Vila Viçosa, Borba, Elvas | Culturale (6214; ii, iv)             | 31/01/2017 | La proprietà comprende il centro storico della città di Vila Viçosa e la riserva di caccia conosciuta come Tapada Real (che si estende nei comuni di Vila Viçosa, Borba ed Elvas). Vila Viçosa è indissolubilmente collegata alla Casa di Braganza, la dinastia reale e nobile portoghese fondata nel 1442. Terra di frontiera, la sua posizione strategica avrebbe giustificato la scelta di Dom Fernando (1403-1478), II duca di Braganza, di favorire la città per iniziare a costruire la sede della grande casa che aveva ereditato. Quando vi morì, Dom Fernando aveva gettato i semi per lo sviluppo di Vila Viçosa come sede di una corte ducale della Casa di Braganza. |
|      | Isole Selvagge                                                                    | Funchal | Naturale (6217; vii, viii, ix, x)    | 31/01/2017 | Le Isole Selvagge e le loro acque circostanti sono un esempio unico di un biota macaronesico molto ben conservato e incontaminato, anche con caratteristiche geologiche estremamente importanti. A causa della loro posizione geografica, isolamento e condizioni difficili per la colonizzazione, offrono habitat rappresentativi e importanti per la conservazione della biodiversità marina e terrestre della Macaronesia, in particolare per le specie endemiche e/o minacciate e vulnerabili su scala mondiale, come Argyranthemum thalassophylum, Pelagodroma marina hypoleuca, Caretta caretta e molti invertebrati. Ciò conferisce alle Isole Selvagge un patrimonio naturale marino e terrestre estremamente prezioso di grande valore ecologico e scientifico, nonché un paesaggio ineguagliabile. |
|      | Fortificazioni bastionate della "Raia" (confine)                                  | Almeida, Elvas, Marvão, Valença | Culturale (6218; iv, vi)             | 31/01/2017 | Le moderne fortezze della raia portoghese-spagnola sono l'esempio della completa padronanza dell'arte della fortificazione a baluardi, che già dal XVI secolo gli architetti e gli ingegneri militari portoghesi applicarono in Africa, Brasile e Asia, nonché i castigliani nel cosiddetto "Nuovo Mondo". Nel contesto della storia della fortificazione mondiale, le fortificazioni a baluardi di Almeida, Elvas, Marvão e Valença danno prova dell'equilibrio raggiunto nell'arte di attaccare e difendere, supportato dalla competenza tecnica che ha avuto origine nelle conoscenze e in esperienze di diversa origine, grazie alla politica attiva della corona portoghese. |
|      | Acquedotto delle Acque Libere                                                     | Amadora, Lisbona, Odivelas, Oeiras, Sintra | Culturale (6221; i, ii, iv)          | 31/01/2017 | L'acquedotto Águas Livres, è un'infrastruttura architettonica barocca commissionata dal re Dom João V, costruita tra il 1731 e il 1799. È una struttura idraulica che si estende per oltre 36 miglia, costruita con pietra da taglio estratta nell'area di Lisbona, insieme a muratura in pietra calcarea. Fu l'ultimo grande acquedotto classico ad essere costruito in tutto il mondo, costituendo un sistema per la cattura e il trasporto delle acque. |
|      | Cammini di Santiago di Compostela: cammini in Portogallo                          | diverse località | Culturale (6222; ii, iii, iv, vi)    | 31/01/2017 | Gli itinerari di Santiago de Compostela in Portogallo includono importanti proprietà del patrimonio, alcune delle quali sono già iscritte nella Lista del Patrimonio Mondiale. Inoltre ci sono importanti capolavori legati al culto di Santiago che aiutano a spiegare l'importanza del Cammino Portoghese. Gli itinerari stabiliti sono quattro e la proposta ne comprende altri due, estendendo le rotte già stabilite a sud, conferendo così coerenza nazionale a questi itinerari. Tutti questi percorsi hanno una solida base storica e la marcatura dei sentieri rispetta l'autenticità delle vie di pellegrinaggio e/o il culto di Santiago in Portogallo. |
|      | Centro di produzione romano di salatura e conservazione del pesce di Tróia        | Grândola | Culturale (6223; iii, iv)            | 31/01/2017 | La proprietà costituisce il più grande centro per la produzione di pesce salato nell'Impero romano, noto come le rovine romane di Tróia, una vasta collezione di resti romani, situata nella penisola di Tróia. Il buono stato di conservazione di alcuni fa di Tróia un'eccellente testimonianza di questo tipo di produzione che ha toccato la vita quotidiana della popolazione del mondo romano. Inoltre, Tróia è un grande centro urbano e industriale che si è sviluppato da un centro di salatura, che è un fenomeno singolare. |
|      | Insieme delle opere architettoniche di Álvaro Siza in Portogallo                  | Porto, Lisbona, Évora, Aveiro, Oliveira de Azeméis, Marco de Canaveses, Campo Maior, Leça da Palmeira, Matosinhos, Póvoa de Varzim, Vila do Conde, Ovar, Setúbal | Culturale (6224; i, ii, iv)          | 31/01/2017 | L'opera architettonica di Álvaro Siza Vieira è eccezionale e di valore universale per un numero sempre crescente di ragioni che si sovrappongono in modo insolito e che lo rendono uno dei protagonisti dell'architettura contemporanea. La sua architettura è inconfondibile, specifica e incomparabile. L'integrità e le caratteristiche fisiche, estetiche e storiche del suo lavoro ne fanno un esempio di autenticità e genuinità senza pari. Le componenti del sito proposte sono state selezionate tenendo conto della diversità tipologica, temporale e geografica e della rappresentatività della sua vasta opera. |
|      | Costa sud-occidentale                                                             | Sines, Odemira, Aljezur, Vila do Bispo | Naturale (6225; viii, ix, x)         | 31/01/2017 | La costa sud-occidentale del Portogallo è una delle poche coste rimaste ben conservate nell'Europa meridionale. Con un patrimonio naturale geologico e biologico straordinariamente diversificato, ospita un'elevata diversità di habitat e specie uniche al mondo, che lo rendono di grande importanza in termini di conservazione. Corrisponde all'intera area del Parco naturale dell'Alentejo sud-occidentale e della Costa Vicentina. |
|      | Lisbona Pombalina                                                                 | Lisbona | Culturale (6226; i, ii, iv, vi)      | 31/01/2017 | Si tratta di un insieme privilegiato di monumenti storici e un'area iconica della città di Lisbona e del Portogallo stesso. In seguito al terremoto del 1º novembre 1755, Lisbona fu ricostruita sotto la direzione del marchese di Pombal, creando la prima città occidentale moderna, unica in Europa e nel mondo. È stata costruita utilizzando una serie di soluzioni innovative, tra cui infrastrutture stradali, l'uso di palificazioni per le fondazioni e la costruzione di nuovi argini lungo il fiume, insieme con strutture antisismiche e antincendio, servizi di fognatura e misure di igiene pubblica. La città così pianificata ha influenzato la costruzione di molte nuove città in Africa, Asia, Oceania e America. |
|      | Deserto dei Carmelitani Scalzi e complesso costruito del Palácio Hotel nel Buçaco | Mealhada, Penacova | Culturale (6227; ii, iii, iv)        | 31/01/2017 | La "Mata" del Buçaco è piuttosto unica nella storia dell'arte del paesaggio in Portogallo, poiché è stata chiaramente definita, progettata e creata dall'uomo per ragioni spirituali (religiose o contemplative). Girovagando si percepisce ancora la sua dimensione sacra, proprio come avevano immaginato, creato e custodito i frati Carmelitani Scalzi dal XVII secolo fino al primo terzo del XIX secolo. Nel 1834, con lo scioglimento dei monasteri in Portogallo, la proprietà passò all'amministrazione generale delle foreste del regno, che per sfruttare il sito piantò nuove specie esotiche, aprendo nuovi percorsi e portali verso l'interno della “Cerca” (recinto), trasformando l'originario paesaggio sacro in un esempio del Movimento romantico. A seguito di questo mutamento del carattere paesaggistico sono stati realizzati alcuni interventi, come il restauro di diversi edifici e la costruzione di nuovi; il Convento fu trasformato in un hotel, un progetto firmato da Luigi Manini. Il designer, ispirato da uno "stile nazionale" e utilizzando gli elementi più belli dell'architettura revivalista portoghese, ha creato un edificio dove il senso della natura è trasfigurato in pietra, raggiungendo l'obiettivo dello stile portoghese "neo-manuelino". |
|      | Sede centrale e giardino della Fondazione Calouste Gulbenkian                     | Lisbona | Culturale (6228; i, ii, iv, vi)      | 31/01/2017 | Il complesso della sede centrale e dei giardini della Fondazione Calouste Gulbenkian è stato aperto al pubblico nel 1969. È un capolavoro di architettura moderna e un esempio di un perfetto rapporto tra paesaggi interni ed esterni. Rispondendo a un programma ambizioso e complesso di strutture culturali che integrano una serie variegata di esigenze, il suo impatto sociale e culturale ha contribuito a stabilire la reputazione di prestigio e innovazione della Fondazione. |
|      | Levada dell'isola di Madera                                                       | Madera | Culturale (6230; i, iii, iv, v)      | 31/01/2017 | Le Levada (dal verbo portoghese "levar" - trasportare) sono un sistema di canali o acquedotti di molti chilometri di lunghezza, che in genere costeggiano le montagne, ma che talvolta le attraversano, con diversi tratti su rocce aspre, per portare l'acqua da diverse sorgenti ai suoi usi intermedi o finali. Oggi le "Levadas da Madeira" costituiscono un'eccezionale impresa multifunzionale, che trasporta acqua per il consumo umano, per scopi agricoli e per la produzione di energia elettrica. Sono anche percorsi di scoperta e contatto con la natura e il paesaggio agricolo, diventando un “ex libris” del territorio. |
|      | Siti della Globalizzazione                                                        | Sagres, Lagos, Silves, Funchal, Angra do Heroísmo, Vila do Porto                                                                                                 | Culturale (6256; ii, iv, vi)         | 31/01/2017 | I “Luoghi della Globalizzazione” sono luoghi di enorme valore culturale, sia tangibile che simbolico, che testimoniano la genesi dell'espansione oceanica e delle scoperte e di nuove interazioni tra mondi e civiltà. Questa rete di luoghi ha stabilito una nuova rotta marittima che ha riunito paesaggi, culture e simboli, ma anche progresso scientifico, tecnologico, economico e sociale che ha reso possibile la scoperta del “Nuovo Mondo”. L'Algarve è stata "una prima banchina" che è stata all'origine della creazione di un mondo globale attraverso le azioni dell'Europa nei secoli a venire. Questa è stata la fase di avvio dell'Europa nel processo di globalizzazione, che è presto proseguito in luoghi delle isole di Madera e delle Azzorre. |
|      | Dorsale medio atlantica                                                           | Azzorre | Naturale (6231; vii, viii, ix, x)    | 06/06/2017 | La sezione della dorsale medio atlantica inclusa in questa proposta è racchiusa dalla piattaforma continentale oltre le 200 miglia nautiche attorno alle Azzorre. La zona comprende le 9 isole abitate dell'arcipelago e i suoi 596 isolotti, le acque territoriali, la sottozona delle Azzorre della Zona Economica Esclusiva Portoghese (ZEE-Azzorre) e la contigua piattaforma estesa. Nelle Azzorre, la dorsale è integrata nella piattaforma o Altopiano delle Azzorre, una vasta e spessa struttura geologica di forma triangolare (circa 400.000 km²), delimitata dalla batimetrica di 2.000 m che si innalza dalla piana abissale circostante contenente non solo le isole dell'arcipelago, ma anche numerose montagne sottomarine. Alcuni di questi rilievi, ora sommersi a centinaia di metri di profondità, sono emersi in passato (da migliaia a milioni di anni fa), formando isole e, per questo motivo, presentano cime appiattite causate dall'erosione costiera (guyot). L'affondamento di queste montagne sottomarine è il risultato del fenomeno di subsidenza e di altri fattori che hanno plasmato l'evoluzione geografica delle ex-isole di origine vulcanica. |